# Enemy at the Gates
Enemy at the gates (Enemigo a las puertas en España, Enemigo al acecho en Hispanoamérica) es una película bélica de 2001 dirigida por Jean-Jacques Annaud, que relata la historia del enfrentamiento entre dos francotiradores enemigos, el soviético Vasili Záitsev y el alemán Erwin König, durante la batalla de Stalingrado en 1942.

## Título
El título de la novela (y de la película) está inspirado en una cita de Cicerón: 

Una nación puede sobrevivir a sus tontos y aun a sus ambiciosos, pero no puede sobrevivir a los traidores que se encuentran en ella misma. Un enemigo a las puertas es menos temible porque muestra sus banderas abiertamente en contra de la ciudad. Pero el traidor se mueve entre los que están a la puerta abiertamente, su murmullo se mueve desde los callejones hasta los pasillos del gobierno mismo.

## Fundamentos y objetivos
Es una adaptación de la novela homónima escrita por William Craig, basada en el hecho real que relata el enfrentamiento furtivo entre el francotirador soviético Vasili Záitsev y otro alemán, el mayor König, durante la batalla de Stalingrado. Sin embargo, otra novela titulada The War of the Rats proporcionó elementos para crear el enfrentamiento relatado por el guion de la película.
El objetivo de la película es describir el papel de la propaganda en ambos bandos durante la Segunda Guerra Mundial, utilizando la imagen del francotirador como una metáfora de la lucha entre ambos ejércitos.

## Argumento

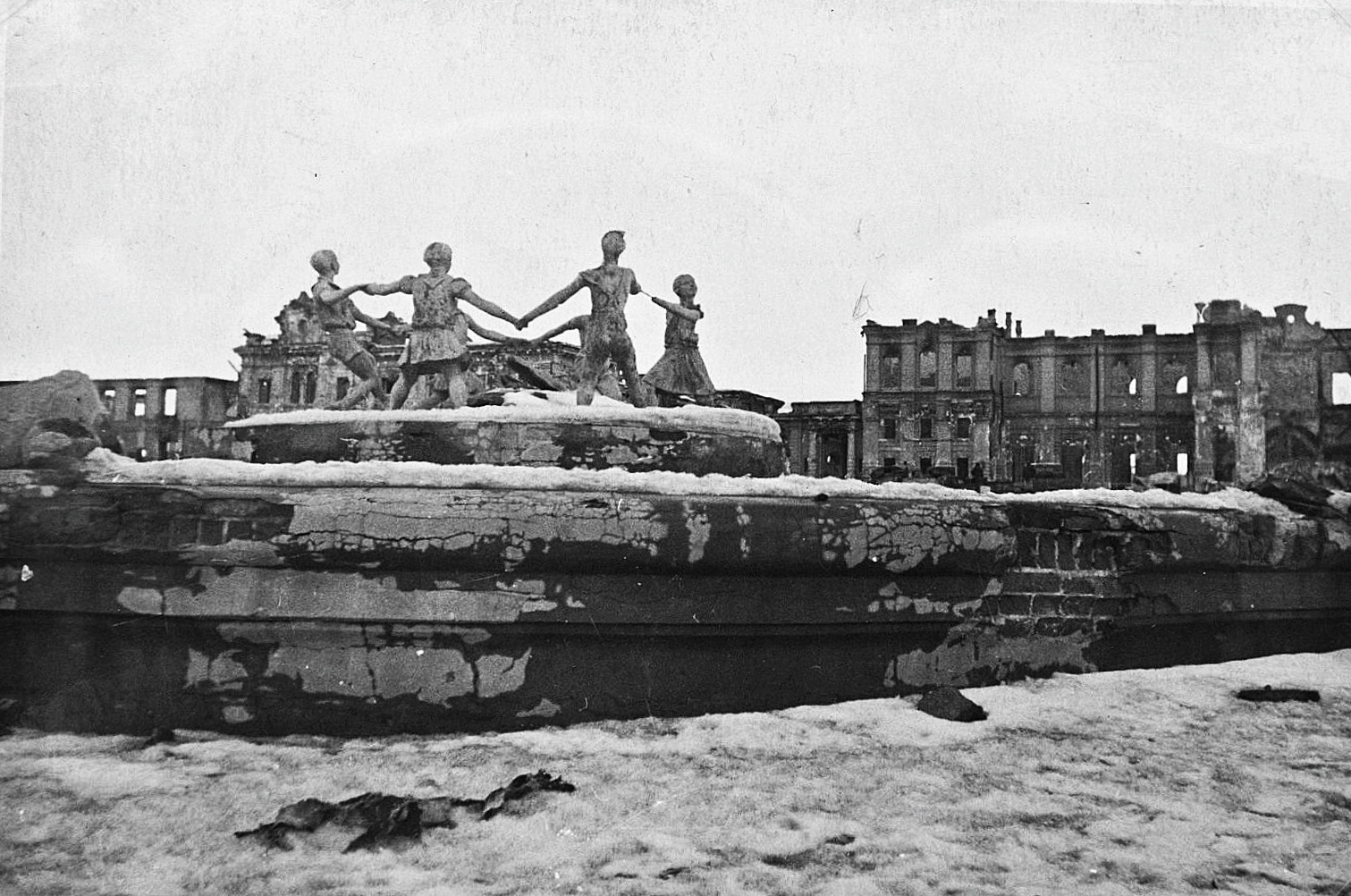
Fuente Barmalej, donde Vasili y Danílov se conocieron.

Vasili Záitsev, un hombre corriente, cazador soviético de los Urales dotado con una destreza extraordinaria en el tiro con fusil. Cumpliendo con su deber con la Madre Patria, se presenta como voluntario para defender al país de la invasión del ejército de Alemania. Danílov, un oficial encargado de la propaganda soviética, se da cuenta del enorme valor de este modesto pastor y convierte a este sencillo soldado de los Urales en un héroe nacional al ver su destreza con el fusil, para la propaganda de la guerra, ya que Vasili le salva la vida en la Plaza de la Estación de Stalingrado.
Tras una serie de derrotas a manos de los alemanes, la Unión Soviética está al borde del colapso.  Retroceden por el país y la pérdida de la ciudad de Stalingrado podría asegurar a los alemanes la victoria final en el frente del Este y el Cáucaso. El mismo Iósif Stalin envía a Nikita Jrushchov para supervisar la defensa de la ciudad. El valiente ejemplo de Vasili, convenientemente realzado por Danílov para la propaganda de guerra, anima a las tropas a seguir la lucha contra unas fuerzas abrumadoramente superiores y a resistirlas a costa de la tremenda pérdida de soldados por las continuas batallas y la guerra de desgaste. Sin embargo, Danílov mostrará pronto sus celos del hombre que ha creado cuando, en medio de la guerra, ambos se enamoran de Tania Chernova, una de las intrépidas soldados que luchan al lado de los hombres en el frente de batalla, algo muy común en el ejército soviético. Tania es una hermosa intérprete rusa del idioma alemán que trabaja en la oficina de propaganda y, además, ésta elige a Záitsev como su hombre por ser un héroe nacional. Tania, sin querer, desata una guerra personal entre su jefe Danílov y el francotirador Záitsev por su amor.
Los alemanes se dan cuenta de que mientras Záitsev siga vivo la moral de las tropas rusas no decaerá, por lo que envían a König, un noble alemán director de la escuela de francotiradores en Alemania para enfrentarlo en la batalla por la ciudad. Antes de partir hacia Stalingrado, König y el general Friedrich Paulus discuten sobre si la toma de la ciudad es necesaria o no. Al llegar a la ciudad, Vasili es alertado por sus dos compañeros y ambos parten hacia un edificio en ruinas donde hay un francotirador. Este resulta ser König, que con una habilidad increíble mata a los compañeros de Záitsev, aunque este logra salvarse de milagro. Danílov le informa a Záitsev de quién es ese francotirador. 
Záitsev es casi proclamado héroe nacional por el mismo Nikita Jrushchov; sin embargo, este solo le ve como un elemento para aumentar la moral de las tropas rusas. Danílov entonces le asigna un guardaespaldas a Záitsev, un veterano francotirador que estudió con König en Zosen llamado Kulikov. Záitsev y Kulikov, acompañados de otro soldado soviético llamado Volodya, buscan a König por las ruinas de Stalingrado. En el transcurso de la misión son descubiertos por los alemanes y estos alertan a König de su posición, quien captura y tortura a Volodya para que le especifique su posición, pero este se rehúsa y König lo usa de blanco: lo viste como un soldado alemán y le obliga a avanzar para reparar el cable de comunicación dañado por Záitsev. Kulikov le dispara creyendo que es un enemigo, sin descubrir su verdadera identidad, y König, que estaba al acecho como un perverso y sanguinario soldado, descubre el lugar donde se encuentra Záitsev. Espera a que él y su compañero salten por el hueco de un edificio en ruinas al cambiar de posición y es cuando König abate a Kulikov. Entonces, Záitsev se da cuenta de que ese francotirador alemán es muy superior a él, se preocupa y duda en poder enfrentarlo, cree que él mismo es una mera invención de Danílov, el cual está muy celoso por la relación que él y Tania mantienen.
Danílov desea quitarse de en medio a Záitsev y lo envía a una misión suicida en una fábrica, con la información que obtienen de un niño que es un doble agente, y trabaja para los alemanes a cambio de comida. Pero Záitsev logra sobrevivir gracias a que se queda dormido y los alemanes lo dan por muerto. König sabe que Záitsev no está muerto y decide quedarse de incógnito en Stalingrado. König usa a Sasha, un niño contraespía soviético, para averiguar todo lo posible sobre Záitsev. Cuando se da cuenta de que Sasha le está delatando porque lo estaban esperando en una trampa, lo ahorca y muestra colgado de una grúa de la fábrica donde permanece oculto Záitsev. Entonces, Danílov y Tania avisan a la madre de Sasha de que este se ha pasado al bando enemigo, le mienten para que huya de Stalingrado sin pena, pero mientras intentan evacuar a la madre por un puerto, el impacto de un proyectil con municiones de fragmentación hiere gravemente a Tania. Danílov corre a avisar a Záitsev y la madre de Sasha logra con su salvoconducto de Záitsev que Tania sea evacuada de la ciudad, incluso en peligro de muerte. 
Danílov se arrepiente de sus actos, motivados por los celos al ver herida a Tania y en peligro de muerte, y se encuentra con Záitsev, le dice que Tania fue herida y está muerta, y se ofrece como señuelo para que Záitsev pueda descubrir la posición de König, por el sonido del disparo y el humo de la pólvora. Aunque Záitsev intenta impedirlo, Danílov se mueve en forma imprudente y es abatido por König, que pensaba era el mítico héroe Záitsev. 
Cuando éste sale de su trinchera para buscar el supuesto cuerpo de Záitsev, su identificación y su rifle como un trofeo de guerra para mostrarlo a sus superiores del ejército y utilizarlo como propaganda, Záitsev lo sorprende entre unos vagones de tren de la fábrica y teniendo la ventaja de mantenerlo apuntado, lo mata de un disparo en la cabeza. Záitsev captura el rifle y entrega el fusil de König a Danílov en muestra de afecto, para promover que fue una victoria de él. Finalmente se revela que Tania no murió en el ataque y Záitsev logra reencontrarse con ella en un hospital de campaña, mientras los soviéticos celebran la liberación de Stalingrado.

## Personajes y reparto

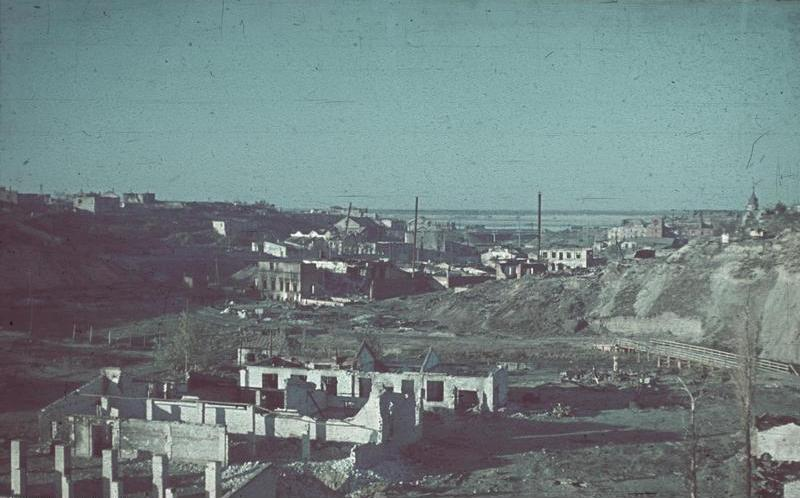
La acción tiene lugar entre las ruinas de Stalingrado

- Vasili Záitsev (Jude Law): El protagonista del filme, Záitsev es un chico criado en los Urales por su abuelo, donde cazaba lobos y se convirtió en un excelente tirador. Záitsev desea luchar como un soldado normal, es sincero, paciente y se preocupa mucho por sus amigos.
  - Alexander Schwan como el joven Vasili Záitsev.

- Tania Chernova (Rachel Weisz): Tania llegó a Stalingrado en el mismo vagón que Vasili; sus padres eran judíos y fueron ejecutados por los alemanes. Con el tiempo se fue enamorando de Vasili; al principio trabajó como traductora de las radios alemanas bajo las órdenes de Danílov, luego, con el apoyo de Vasili ingresó en la División de Francotiradores bajo sus órdenes pese a que Danílov intentó convencerla de que no lo hiciera; finalmente, quedó herida por un cañón y se reencontró con Vasili al final de la batalla en un hospital.

- Comisario Danílov (Joseph Fiennes): Danílov era un comisario político. Tras ver las increíbles capacidades de Vasili, comenzó a usarlo como un instrumento para aumentar la moral de las tropas rusas, ávidas de un héroe a quien imitar. Danílov se enamoró de Tania, pero cuando descubrió que ella amaba a Vasili, se enfureció y su amistad con Vasili se fue enfriando. Al final, en el duelo de Vasili con König, Danílov le pidió perdón por haberle hecho tanto mal y se dejó abatir por un disparo del francotirador alemán.

- Mayor König (Ed Harris): Nacido en Baviera, Alemania, König es un noble y mayor de la Wehrmacht que posee una buena puntería y una alta graduación. Su hijo era teniente y murió en los primeros días de la batalla. Fue llevado a Stalingrado para eliminar al francotirador soviético Vasili Záitsev. Tras numerosos intentos y de usar a Sasha como espía, König fue eliminado por Záitsev.

- Nikita Jrushchov (Bob Hoskins): Jrushchov fue llevado a Stalingrado a supervisar personalmente la defensa de la ciudad. Se dio cuenta de que los comisarios y generales eran unos incompetentes.

- Sasha Filipov (Gabriel Marshall-Thomson): Sasha es un niño que sirve como doble-espía para el ejército ruso, específicamente para ayudar a Záitsev en su duelo con el mayor König. Conforme se desarrolla la historia, König descubre las intenciones del niño y termina con su vida ahorcándolo.

- Sra. Filipov (Eva Mattes): La Sra. Filipov vive en un sótano en Stalingrado junto a su hijo Sasha, visitada a menudo por Tania. Tras la muerte de su hijo, Danílov le dijo que se había ido a Alemania, por lo que decidió marcharse con un salvoconducto, pero cuando Tania fue herida, usó su salvoconducto para que pudiera regresar al otro lado. No se sabe si la Sra. Filipov sobrevive a la batalla o no.

- Nikolai Kulikov (Ron Perlman): Kulikov estudió con König en Zosen antes de la guerra. Cuando los alemanes invadieron la Unión Soviética, Kulikov fue encarcelado y torturado; más tarde, fue asignado como compañero de Vasili en sus misiones, pero es abatido por König.

- Matthias Habich como el general Paulus.
- Sophie Rois como Ludmilla.
- Ivan Shvedoff como Volodya.
- Mario Bandi como Anton.
- Hans Martin Stier como general de la Red Army.
- Clemens Schick como un nazi.
- Mijaíl Matveev como el abuelo.
- Lenn Kudrjawizki como el camarada en el tren.
- Hendrik Arnst como el coronel gordo.
- Claudius Freyer como el ayudante en el campo.
- Dietmar Nieder como el capitán herido.
- Bernd Lambrecht como el capitán con la linterna.
- Jim Dowdall como un difícil Feldwebel.
- Maxim Kovalevski como un francotirador y comisario político.
- Gennadi Vengerov como un soviético.
- Dan van Husen como un oficial de policía.
- Peter Silbereisen como un oficial.
- Markus Majowski como un oficial.
- Robert Stadlober como el observador.
- Gotthard Lange como el cadáver de un ladrón.
- Anna Böttcher como una mecanógrafa soviética.
- Holger Handtke como un ayudante en el campo.
- Marc Bischoff como un fotógrafo.
- Mark Zak como el capitán ruso de los cuarteles.
- Thomas Petruo como un teniente ruso.
- Dmitri Alexandrov como el camarada del refugio.
- David Pagel como el entrevistador de Pravda.
- Galina Dobberstein como el entrevistador de Izvestiya.
- Igor Rozinsky como el entrevistador de Krasnaya Zvezda.
- Sergei Tokarev como un periodista ruso.
- Tom Wlaschiha como un soldado.
- Marischka Schubarth como la mujer depilándose las cejas.
- Natalya Bondar como una oficial.
- Dana Cebulla como una francotiradora atlética.
- Piotr Papierz como un comisario político.
- Jarek Wozniak como un comisario político.
- Genia Makarov como un comisario político.
- Werner Daehn como un comisario político.
- Birol Ünel como un comisario político.
- Grigori Kofmann como un comisario político.
- Aleksei Nesterov como un comisario político.
- Vladimir Vilanov como un comisario político.
- Aleksei Volodin como un comisario político joven.
- Gennadi Tselbyansky como un comisario político sénior.
- Andrej Kaminsky como el oficial ruso de la trinchera.
- Michael Schenk como un oficial soviético.
- Jury Cooper como un soviético.
- Manfred Witt como un soviético.
- Arslan Kodirov como un oficial soviético y francotirador.
- Axel Neumann como un prisionero nazi.
- Morin Smole como un francotirador.
- Inna Samain como una francotiradora.
- Keta Burowa como una operadora de radio soviética.
- Toby Cockerell como un tirador de primera soviético.
- Jürgen G. H. Hoppmann como un ferroviario.
- Kay Hunsicker como un soldado.
- Eddy Joseph como la voz del Tannoy.
- Martin Glyn Murray como el narrador.
- Valentin Platareanu como el general Schmidt.
- Thomas Rösicke como un guardia ruso.

## Recepción
El filme fue criticado tanto en Rusia como en Occidente por tomarse muchas libertades con los hechos, en ambos su argumento y descripciones de sus personajes (especialmente Joseph Fiennes como Danílov, y Ed Harris como König) que difieren de los personajes y hechos reales.
Sin embargo, las escenas donde el Ejército Rojo cruza el río Volga bajo el bombardeo alemán y el asalto a las líneas alemanas y las escenas en el desembarcadero han sido elogiadas.[cita requerida] La película fue un éxito parcial de taquilla. El papel de Ed Harris como König está muy bien logrado y ha recibido buena acogida de la crítica especializada; lo mismo para Bob Hoskins como el Comisario soviético Nikita Jrushchov.

## Fidelidad histórica
- La forma en la que ganó Záitsev el duelo de francotiradores de la película contra el general König no se corresponde con la historia real. Záitsev usó el casco de su amigo Kulikov como señuelo; cuando König se levantó a comprobar su tiro, Záitsev lo abatió.
- Aunque Záitsev y Tania se reencuentran en un hospital de campaña al final de la película, Záitsev y Tania jamás volvieron a verse. Záitsev siguió luchando, se marchó a vivir a Kiev cuando acabó la guerra y se casó con otra mujer. Tania se marchó al este de Rusia donde, según se sabe, nunca dejó de amar a Záitsev.

## En la cultura popular

### Relación conCall of Duty
El videojuego Call of Duty se basa parcialmente en el comienzo y otras escenas de esta película. Por ejemplo, cuando se desembarca en Stalingrado en el videojuego, el protagonista solo recibe munición sin arma alguna, al igual que le ocurre en la película al protagonista Vasili. Una escena también muy similar en el videojuego es la de la batalla en la plaza de Stalingrado, donde se pueden encontrar equivalencias con el filme. Además, en la misión Vendetta de Call of Duty: World at War, el jugador es un francotirador en la batalla de esta ciudad.

### Relación conCommandos 3: Destino Berlin
La misión Elimina al francotirador del videojuego de Commandos 3: Destination Berlin se basó en esta película, cuando el francotirador alemán provoca un gran número de bajas en el ejército ruso. En esta misión se enfrenta el francotirador Sir Francis Duke T. Woolridge contra el francotirador alemán.